# Katsukawa Shunshō

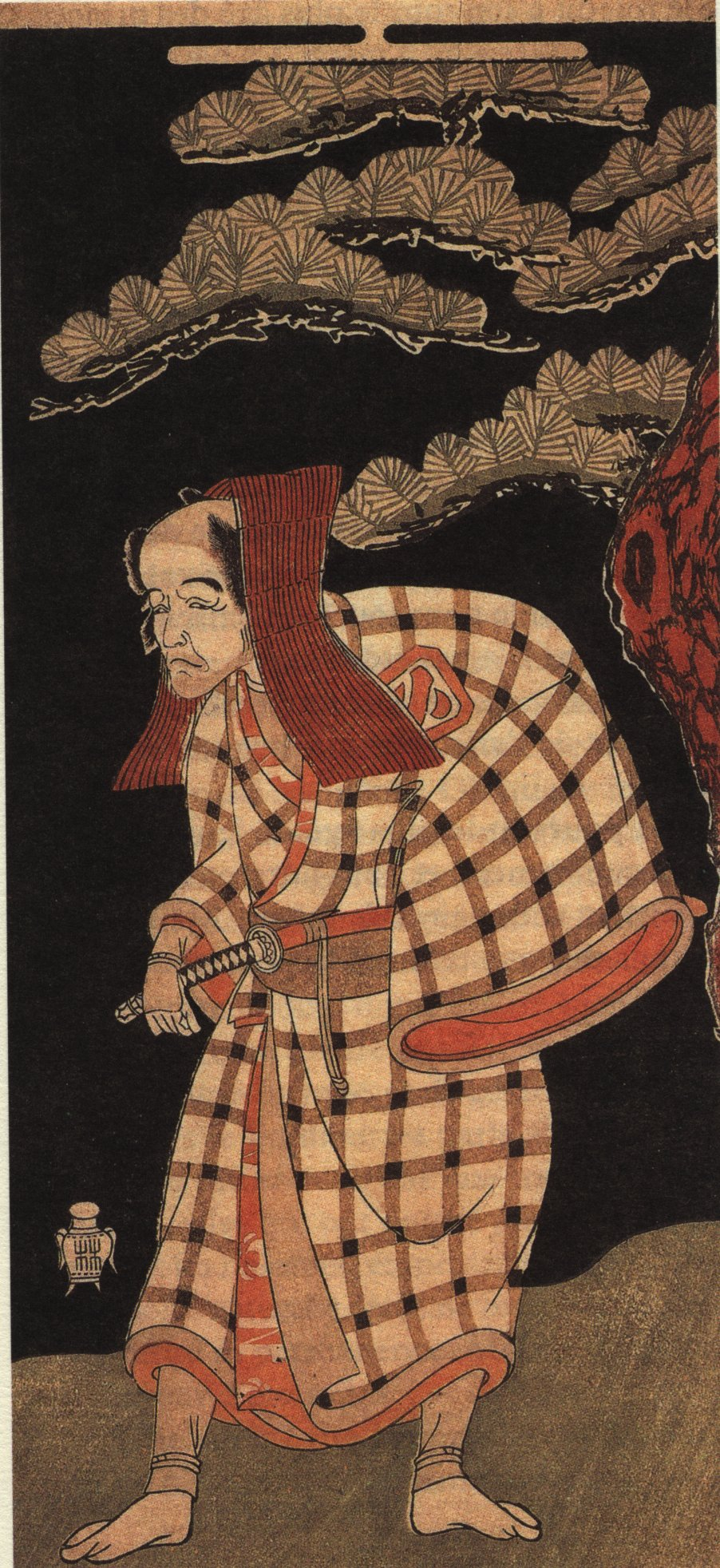
Ator do Kabuki, por Katsukawa Shunshō.

Katsukawa Shunshō (em japonês:  勝川 春章; 1726 – 1793) foi um pintor e gravurista japonês do estilo ukiyo-e, líder da escola Katsukawa. Shunshō foi estudante de Miyagawa Shunsui, que, por sua vez, era filho e estudante de Miyagawa Chōshun, ambos igualmente prestigiados artistas do ukiyo-e. Shunshō é notório por sua introdução de uma nova forma de yakusha-e, impressos que retratavam atores do kabuki. Seus trabalhos em bijin-ga, entretanto, embora menos famosos, são postos, por estudiosos e acadêmicos, entre os melhores da segunda metade do século XVIII.